# Bangor (Maine)
Bangor je město ležící na jihu státu Maine ve Spojených státech amerických.
V 19. století město prosperovalo jako centrum obchodu s dřevem. Na začátku století dvacátého vyrostl ve městě papírenský průmysl. V průběhu druhé světové války bylo letiště používáno US Army Air Force.
V Bangoru se narodil americký spisovatel Stephen King.
Město má zajímavou architekturu 19. století a části města byly zapsány v Národním registru historických míst (National Register of Historic Places). Patří k nejbezpečnějším městům ve Spojených státech, kriminalita je tady mimořádně nízká.

## Ekonomika
Místní letiště Bangor International Airport nabízí kolem 60 denních letů do Bostonu, Newarku, Philadelphie, Detroitu, Cincinnati, Atlanty, Orlanda, a sezónní lety do New York LaGuardia Airport a Minneapolisu. Městský přístav umožňuje přijímat velké lodě s vyšší tonáží. Bangor je propojen třemi mosty s městem Brewer na druhém břehu řeky Penobscot.

## Infrastruktura
Od roku 1889 do roku 1945 mělo město elektrickou dráhu.
Dřívější vojenské letiště Dow Air Force Base se v roce 1968 přeměnilo na civilní letiště Bangor International Airport. Toto letiště má dlouhou dráhu, která umožňuje přistání raketoplánu. Letiště je i nadále využíváno armádou hlavně pro dopravu do Evropy.
Na město Bangor vzpomíná písnička King of the Road country zpěváka Rogera Millera.